# El tren de les 3:10 (pel·lícula de 1957)
El tren de les 3:10 (títol original en anglès: 3:10 to Yuma) és una pel·lícula estatunidenca dirigida per Delmer Daves, estrenada el 1957. Un remake dirigit per James Mangold es va estrenar el 2007. La història s'inspira en una novel·la d'Elmore Leonard titulada Three-Ten to Yuma apareguda el març de 1953 al Dime Western Magazine. Aquesta pel·lícula ha estat doblada al català.

## Argument
Dan Evans és un granger pobre, casat i pare de dos fills. A la recerca del seu ramat dispers, és al mig d'un atac a una diligència perpetrat pel bandit Ben Wade. Sense armes i tement per a la vida dels seus dos fills que són al costat, no intervé i ha de deixar els lladres apoderar-se dels seus propis cavalls. Un cop acabat l'atac, a peu, arriba com pot a reunir el seu bestiar i torna a casa seva.
La sequera amenaça. Dan Evans necessita diners. Seguint els consells de la seva dona, es decideix a marxar a buscar un crèdit a la ciutat. Pel camí, s'assabenta que Ben Wade és pels voltants.

## Repartiment
- Van Heflin: Dan Evans, el granger pobre
- Glenn Ford: Ben Wade, cap del grup cèlebre i temut
- Leora Dana: Alice Evans, muller d'en Dan
- Felicia Farr: Emmy, la bella cambrera de Bisbee
- Robert Emhardt: Butterfield, el gras propietari de la línia de transport
- Henry Jones: Alex Potter, el borratxo valent
- Richard Jaeckel: Charlie Prince, el segon de Ben Wade
- Ford Rainey: el marshal de Bisbee
- Sheridan Comerate: Bob Moons, el germà del conductor de la diligència
- George Mitchell: Cambrer
- Robert Ellenstein: Ernie Collins

## Al voltant de la pel·lícula
- El rodatge va tenir lloc a Sedona, Arizona.
- «El tren de les 3:10 és el meu millor western: he intentat crear un nou estil en la manera de contar una història i ho he aconseguit, almenys jo ho penso » deia Delmer Daves en una entrevista de 1960 amb Bertrand Tavernier.
- Felicia Farr, que interpreta la bonica cambrera del vell saloon, és l'actriu fetitxe de Delmer Daves, amb qui roda aquí el seu 3r film consecutiu. De 1962 fins a la seva mort serà l'esposa de Jack Lemmon, amb el qual tindrà una filla, Courtney Lemmon.

## Nominacions
- BAFTA a la millor pel·lícula 1958[cal citació]